# Angelina Mačković
Angelina Mačković (Angela Mačković) (Subotica, 3. srpnja 1883. – 13. rujna 1951.), bila je vojvođanska slikarica i pedagoginja iz Subotice. Slikala je tehnikama akvarela, ulja i pastele, a izrađivala je i crteže, a kasnije i portrete. Rodom je Hrvatica.

## Životopis
Angelina Mačković rodila se u Subotici 1883. godine, u bogatoj građanskoj obitelji. Bila je kćerkom poznatog subotičkog arhitekta Tita (Titusa) Mačkovića i Katinke Manojlović, koja je dolazila iz ugledne i bogate pravoslavne obitelji. Angelina bila je jedna od šestero djece. 
U rodnom gradu, koji je u to vrijeme bio u ugarskom dijelu Austro-Ugarske je završila građansku školu.
Slikanje je počela učiti kod poznate subotičke akademske slikarice Jelene Čović, prve akademski obrazovane slikarice među Hrvatima sa sjevera Bačke.  Uvidjevši njen dar, Jelena Čović i njen otac su ju uputili studirati u Njemačku. 
Studirala je u Pešti i na Akademiji u Münchenu. Njeno školovanje je već nakon par godina su omeli imovinski problemi njene obitelji, pa se vratila u Suboticu, odnosno na Palić, gdje se izdržavala od slikanja. Stvar je do kraja ugrozila propast obiteljske ciglane, koju je nakon Prvoga svjetskoga rata, 1919. godine na sedam godina sekvestrirala nova država (Kraljevina SHS) jer je bila imovinom "neprijateljskih podanika". Ni nakon povratka pod obiteljsku upravu, poslovanje se nije poboljšalo te je 1930. godine propala, tako da se iste godine zbog svoje iznimno teške imovinske situacije obratila gradu za pomoć.
Blaško Vojnić Hajduk je u kalendaru "Hrvatska riječ" u članku o subotičkim likovnim umjetnicima 1952. godine zabilježio da je Angelina Mačković imala skupne izložbe svojih radova u Gradskoj kući, zajedno sa svojom učiteljicom Jelenom Čović i s Martinom Džavićem.
Njen slikarski opus se pamti po brojnim portretima i impresionističkim figuralnim kompozicijama.